# Académica Petróleos do Lobito
Académica Petróleos do Lobito – angolski klub piłkarski z siedzibą w mieście Lobito, występujący w pierwszej lidze angolskiej.

## Sukcesy
- Girabola[1]:
  - wicemistrzostwo (1): 1975/1976.

## Występy w afrykańskich pucharach
| Sezon | Rozgrywki  | Runda | Kraj                          | Klub       | Dom | Wyjazd | Dwumecz |
| ----- | ---------- | ----- | ----------------------------- | ---------- | --- | ------ | ------- |
| 2000  | Puchar CAF | 1     | Demokratyczna Republika Konga | TP Mazembe | 0–4 | 2–3    | 2–7     |

## Stadion
Domowe mecze klub rozgrywa na stadionie o nazwie Estádio do Buraco w Lobito. Stadion może pomieścić 15000 widzów.

## Reprezentanci kraju grający w klubie
| - Ady - Wilson Alegre - Osório Carvalho - Ibraime Cassamá - Chabalala - Dédé | - Rúben Gouveia - Higino - Joca - Sonito Manjate - Diangi Matusiwa - Silas |